# 金瓦特
金瓦特（Kinwat），是印度马哈拉施特拉邦Nanded县的一个城镇。总人口24867（2001年）。

## 人口
该地2001年总人口24867人，其中男性12699人，女性12168人；0—6岁人口3517人，其中男1805人，女1712人；识字率64.72%，其中男性为72.08%，女性为57.04%。